# ラダウツィ
ラダウツィ（ルーマニア語: Rădăuţi）は、ルーマニアのスチャヴァ県にある自治体。ドイツ語ではラダウツ（Radautz）、ハンガリー語ではラドーツ（Radóc）、ポーランド語ではラドヴツェ（Radowce）、ウクライナ語ではラヂウツィ（Радівці）、イディッシュ語ではラデヴィツ（ראַדעװיץ）と呼ばれる。

## 地理
モルダヴィア北東部のスチャヴァ川とスチェヴィツァ川にはさまれたブコビナ地域に位置する。県都スチャヴァからは北に37km、標高は375m。モルダヴィアで最も古い入植地で、15世紀から既に知られていた。

## 歴史
1392年の文献に「ラドミールの村」と記されているのが町の初出とされる。この「ラドミール」とは、当時この地を支配していた封建領主（ボヤール）の名で、現在の地名もこれが由来とするという説もある。他には、現在のシレトに駐留していたローマ兵を指すラテン語のRottacenumがスラヴ風になまったという説もある。1413年にアレクサンドル善良公が公布した文書に初めてラダウツィとして登場する。
14世紀中葉には既に栄え、モルダヴィア公ボグダン1世の在位中に立派な東方正教会の教会が築かれ、後に教区も置かれた。聖ニコラス教会（ボグダナ修道院）の近くではボグダン期以前の居住跡が発見されており、モルダヴィアに国家が建設される以前から一帯の中心地であったことをにおわせる。
見本市の開催が認められると、カルパチア山脈と高原地域との交通の要衝として着実に発展していった。1481年の文献にモルドヴァ公シュテファン3世が市の争いごとを仲裁したという記述がある。
ハプスブルク君主国期（1777年 - 1918年）にはブコビナの主要都市として、ドイツ（とりわけシュヴァーベン）から移民を受け入れた。

### ユダヤ史

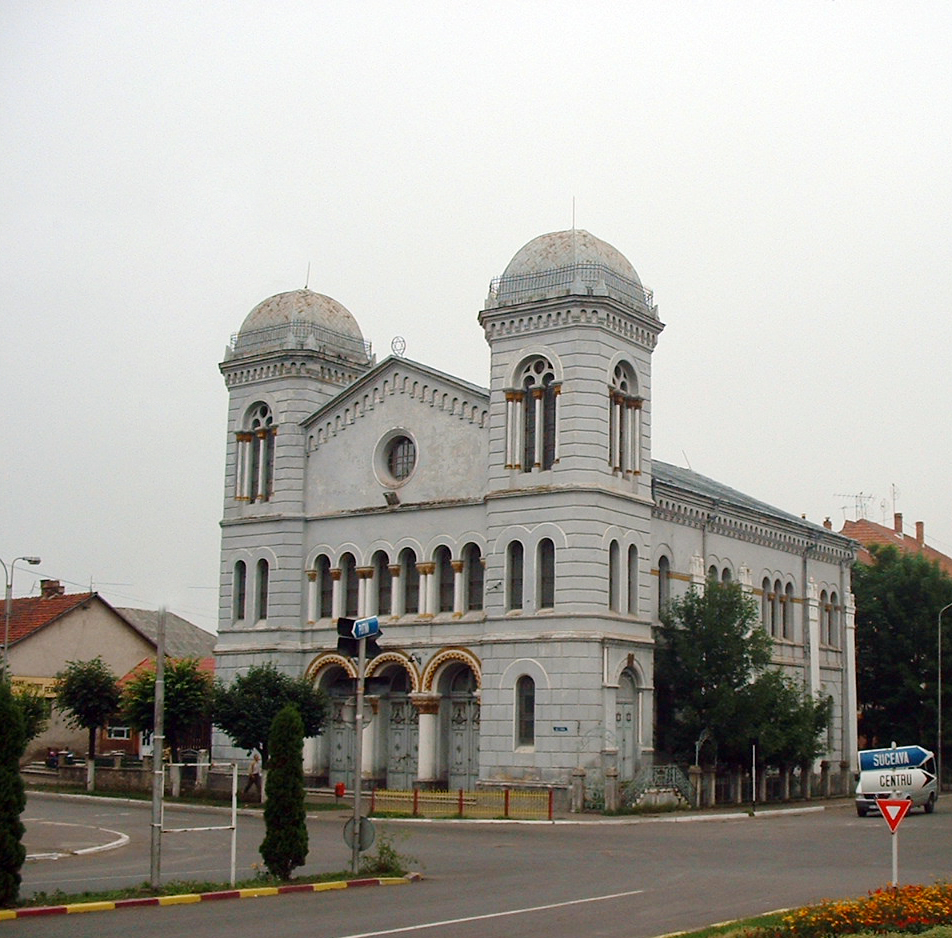
市内のシナゴーグ

ラダウツィのユダヤ人は、主に強烈な迫害と反ユダヤ主義を逃れ中世にガリツィアなどのハプスブルク地域から移り住んできた人々である。コミュニティには自治が許され、19世紀に文化的な活況を迎えた。しかし、ホロコーストでその大多数が抹殺された。ヨン・ギグルトゥ内閣が制定した反ユダヤ法に基づき、1938年ごろからオクタヴィアン・ゴーガ政権が迫害をはじめ、国民軍事国家が成立した1940年後半には凄惨をきわめた。ラダウツィで暮らしていた1万人以上のユダヤ人は1941年10月までに現在の沿ドニエストル共和国の強制収容所に送られた。

## 出身有名人
- アヴィグドール・アリハ - イスラエルの画家
- ヤコヴ・プトナヌール - 府主教
- ラダウツィのレオンティエ - 司教
- ベネディクト・メンケス - 生物学者
- ダン・パジス - イスラエルの詩人、文学研究家
- マテイ・ヴィシュニエク - 詩人、脚本家。フランス在住
- パーヴェル・ルセスク - ジャーナリスト